# Aokas
Aokas là một đô thị thuộc tỉnh Béjaïa, Algérie. Dân số thời điểm năm 2002 là 14.494 người.